# Dundo
Dundo è una città mineraria dell'Angola situata nella provincia di Lunda Nord a 24 km di distanza dal confine con la Repubblica Democratica del Congo.

## Storia
Fu fondata vicino al sito dove nel 1912 furono rinvenuti dei diamanti e lo sviluppo della comunità fu gestito privatamente dalla Diamang (pt: Companhia de Diamantes de Angola) sino al 1977 quando il governo angolano decise di nazionalizzarla. Fino al 1980 dalle miniere di Dundo veniva estratto circa il 10% della produzione mondiale annuale di diamanti da gemma, in seguito allo scoppio della guerra civile in Angola la produzione è diminuita notevolmente.
La città è sede di una diocesi.

## Cultura
La città ospita il Dundo Museum che possiede una vasta collezione di reperti etnografici tra cui le sculture lignee realizzate dalle popolazioni di etnia Lunda e Chokwe.

## Sport
La municipalità è sede della società calcistica Grupo Desportivo Sagrada Esperança che milita nella Girabola, il massimo campionato nazionale. La squadra gioca le sue gare casalinghe nello stadio cittadino, l'Estádio Quintalão.